# Nbeiket Lehwach
Nbeiket Lehwach انبيكت لحواش ist eine Gemeinde in der Verwaltungsregion Hodh Ech Chargui 
und ist Hauptstadt des Départements Nbeiket Lehwach

## Geographie
Der Hauptort der Gemeinde Nbeiket Lehwach liegt 1070 Kilometer südöstlich von Nouakchott auf etwa 329 m Meereshöhe im Südosten des Landes. Die Grenze zwischen Mali und Mauretanien im Osten ist von der Ortsmitte 31 Kilometer entfernt.

## Bevölkerung
Die Bevölkerungszahl der Gemeinde wurde nach ihrer Errichtung 2013 erstmalig bei einem Zensus dokumentiert und hat bis 2023 von 8.860 auf 12.652 Einwohner zugenommen. Der Hauptort Nbeikett Lehouach 2 selbst hat 1.599 Einwohner (2023). Daneben gibt es noch 32 andere bewohnte Orte, darunter auch Nbeikett Lehouach 1, etwa acht Kilometer vor der malischen Grenze.